# Oscinella pusilla
Oscinella pusilla är en tvåvingeart som först beskrevs av Johann Wilhelm Meigen 1830.  Oscinella pusilla ingår i släktet Oscinella och familjen fritflugor. Arten är reproducerande i Sverige. Inga underarter finns listade i Catalogue of Life.